# LibreCAD
LibreCAD è un software libero CAD 2D distribuito sotto licenza GPL.
È multipiattaforma. Permette la creazione e la stampa di disegni 2D. È basato sulle librerie software di QCad Community Edition, basato sulle librerie Qt3 della Trolltech, dalle quali è stato operato un fork per portare il programma sulle librerie Qt4, toolkit nativo multipiattaforma.

## Caratteristiche
La maggior parte dei menu di interfaccia e comandi da tastiera sono analoghi a AutoCAD, rendendolo più facile da usare per gli utenti con esperienza in questo tipo di applicazione commerciale CAD.
LibreCAD utilizza il formato file AutoCAD DXF come formato interno per importare e salvare i file, oltre a permettere l'esportazione in molti altri formati di file. Le dimensioni del download sono quasi 29 MB.

## Sviluppo
Dal sito ufficiale si apprende che il programma è disponibile per Windows, GNU/Linux e Mac OS, disponibile in più di venti lingue.
È sviluppato dal team LibreCAD e i suoi principali sviluppatori sono Dongxu Li e Ries van Twisk.
La versione 1.0 fa uso delle librerie Qt3, mentre la versione 2.0 stabile è completamente basata sulla versione Qt4.